# Zapadni svijet
Zapadni svijet (ili često samo Zapad, rjeđe, Okcident od Occidens, latinske riječi za zapad) je termin koji se koristi za države koje su kroz povijest bile pod utjecajem zapadnjačke kulture i običaja. To su najčešće države Europske unije, SAD, Kanada i Australija. Neki stručnjaci u Zapadni svijet svrstavaju i cjelokupnu Latinsku Ameriku, Južnoafričku Republiku i Novi Zeland. Većina država zapadnog svijeta je dosegnula visoki stupanj gospodarskog razvoja. Prevladavajuća religija je kršćanstvo (katolicizam i protestantizam), a pismo latinica. 
Mnogo država današnjega Zapada je za vrijeme hladnoga rata pripadalo zapadnom bloku, a danas je u NATO savezu.

## Velika geografska otkrića
Prije velikih geografskih otkrića zapadni svijet uključivao je samo države Europe, a to razdoblje obilježeno je postojanjem Rimskoga imperija na velikom dijelu današnjeg "zapada". Na taj način države su kroz povijest razvile sličnu kulturu i običaje.
Britansko Carstvo također se smatra jednim od nositelja zapadnjačke kulutre.
Nakon otkrića Amerike (1492.) i selidbe velikog djela europskog stanovništva na američke kontinente i Australiju pojam Zapadni svijet  širi se i na novootkrivena područja. Europljani su tako svoju kulturu prenijeli i na američke kontinente i Australiju te Novi Zeland.
Kroz kolonijalnu povijest neke zemlje su vođene ekonomskim napretkom stekle status Zapadnog svijeta kao što su Hong Kong, Singapur, Japan koji su postale oaze Zapadnog svijeta u zemljama istoka. 

## Povijest
Među povjesničarima vlada suglasnost da se korijeni Zapada nalaze u civilizacijama Antičke Grčke i Antičkog Rima koje su u Starom vijeku uspjele apsorbirati cijeli ili dijelove starog Bliskog Istoka, odnosno proširiti se na područja Srednje i Zapadne Europe. Zapadna civilizacija se u današnjem smislu se, prema većini tumačenja, počela jasno uobličavati tek s podjelom Rimskog Carstva na zapadni i istočni dio. U zapadnom dijelu Carstva, kome se već ranije kao dominantna religija nametnulo kršćanstvo, nastaje tzv. zapadno kršćanstvo koje će se i nakon propasti Carstva u srednjem vijeku u obliku katoličanstva proširiti na sjever i postati jedno od temelja zapadne kulture. Zapadni svijet je u tom razdoblju bio ograničen isključivo na područja Europe, a njegova civilizacija zaostajala u odnosu na ne-zapadne. Međutim, na prijelazu iz 15. u 16. stoljeće zahvaljujući renesansi i reformaciji dolazi do naglog procvata znanosti, kulture i tehnologije koji se odražava kroz tzv. Komercijalnu, znanstvenu i industrijsku revoluciju, dok će ekspedicije Doba otkrića omogućiti zapadnim državama da stvore kolonije u drugim dijelovima svijeta; tako se uz europska područja zapadnim svijetom smatraju obje Amerike, Južna Afrika, Australija i Novi Zeland. 
Od polovice 20. stoljeća se pod Zapadnim svijetom podrazumijevaju i neke u kulturnom smislu "ne-zapadne" države poput Japan, Južna Koreja, Tajvan i Singapur i to prije svega zbog političke vezanosti uz vodeće zapadne države, odnosno nominalnog opredijeljenja za "zapadne" vrijednosti poput demokracija i slobodno tržište.

## Različita značenja i evolucija pojma
Povijesni razvoj pojma "Zapad" u svom današnjem smislu počeo se pojavljivati relativno kasno, tek u 19. i 20. stoljeću.
Civilizacija koja se smatra izvorom današnjeg zapadnog svijeta je bila antička Grčka, iako sami stari Grci nisu rabili izraz "Zapad" u tadašnjem smislu, s obzirom na to da su zajednički kulturni identitet stvorili prvenstveno kako bi se razlikovali od ne-grčkih "barbara" kojih je bilo na svim stranama svijeta. Kao ključni događaj za taj proces se navode grčko-perzijski ratovi u 5. stoljeću pr. Kr., a potom ujedinjenje grčkih polisa pod makedonskim kraljem Filipom II. čiji je sin Aleksandar Veliki svojim velikim pohodima proširio makedonsku vlast, a preko nje i antičku kulturu na široka područja Bliskog Istoka i Mediteran a. Tako nastala helenistička civilizacija je počela spajati elemente starogrčke s drugim ne-grčkim kulturama, ali i sve više utjecati na ne-grčke narode i države. U tom je procesu najviše blagodati imao Antički Rim, koji će, usprkos toga što je grčke i najveći dio helenističkih država stavio pod svoju vlast, prihvatio njihovu kulturu, odnosno stvorio grčko-rimsku kulturu koju će u prvim vijekovima 1. tisućljeća, u većoj ili manjoj mjeri, prihvatiti mnogi narodi koji su dotada postali podanicima Rimskog Carstva.
U rimsko doba se, pak, prvi put pojavljuju pojmovi "Zapad" i "Istok", ali su oni prvenstveno imali političke, a manje kulturne konotacije. 
Kao jedan od ključnih događaja za konačno uobličavanje zapadnog svijeta se često navodi Velika seoba naroda, odnosno doseljavanje pretežno germanskih naroda na područja Zapadne Europe koje su za posljedicu imala pad Zapadnog Carstva i stvaranje novih entiteta nad kojima preživjelo Istočno Carstvo nije moglo imati značajnijeg političkog utjecaja; novopridošli narodi su donijeli i nove kulture koje zamjenjuju dotadašnji grčko-rimski svijet. Nakon ukidanja političkih veza nekadašnjeg rimskog Zapada i Istoka su zahvaljujući pojavi islam a i arapskim osvajanjima na Mediteran u 7. stoljeću pokidane i ekonomske i kulturne. 
"Mračno doba" koje je uslijedilo u određenoj mjeri dokida Karlo Veliki krajem 8. stoljeću ali u to vrijeme se među novim zapadnoeuropskim narodima već počela stvarati svijest o kulturnom zajedništvu, što u političkom smislu označava Karlova krunidba za rimskog cara, odnosno formalni raskid s Bizantom, a kasnije i Katolička crkva koja će se godine 1054. Velikim raskolom potpuno odvojiti od pravoslavlja.
Za tako stvorenu kulturnu podjeljenost su u razdoblju, koji je kasnije poznat kao srednji vijek, nije koristio izraz "Zapad" nego kršćanski svijet, pri čemu se "kršćanstvo" odnosilo prije svega na katoličanstvo, odnosno religiju koja predstavlja temelj kulturnog zajedništva Zapadne Europe. To je omogućilo Crkvi postati politički najmoćniji faktor, kome su formalno i stvarno bili podređeni svi zapadnoeuropski vladari; ta vlast, međutim, nikada nije mogla biti tako snažna kao na Istoku, i to prije svega zbog feudalnog sustava koji je priječio stvaranje centralizirane državne uprave. Tada su se brojni gradovi pretvarali u države.
Zapadna Europa, koja je usprkos tome po svom tehnološkom i kulturnom razvoju u srednjem vijeku uglavnom zaostajala za islamskim svijetom i dalekoistočnim civilizacijama, u kasnom srednjem vijeku upada u duboku gospodarsku, političku i duhovnu krizu koja je u 15. stoljeću ozbiljno ugrozila dotada neupitan položaj Crkve kao i nagrizla feudalni poredak. 
Kao reakcija na takve procese se dotada politički rascjepkane zemlje Zapadne Europe počinju organizirati u centralizirane apsolutne monarhije čiji su vladari nastojali riješiti svoje ekonomske poteškoče otvaranjem novih trgovačkih ruta i stvaranje kolonija, a što je dovelo do procesa zvanog Doba otkrića; u 16. i 17. stoljeću se javlja i Reformacija, zahvaljujući kojoj će mnoge zemlje Zapadne i Sjeverne Evrope odbaciti katoličanstvo i prihvatiti protestantizam; izum tiska omogućuje brzo distribuiranje novih ideja, kao i stjecanje novih informacija, a što će pogodovati razvoju znanstvene metode, kojoj filozofsku podlogu daju racionalizam i empirizam, koji će u 18. stoljeću svoj vrhunac pronaći u ideologiji prosvjetiteljstva; praktična primjena svih trendova, pak, svoj odraz pronalazi u industrijskoj revoluciji zahvaljujući kojoj će zapadni svijet steći tehnološku nadmoć nad ostatkom svijeta. Zahvaljujući svemu tome, ideje koje su omogućile ili bile posljedice tih procese se počinju sve više smatrati karakteristikama "civiliziranog" ili "zapadnog" svijeta; one se počinju primjenjivati čak i na države koje u zemljopisnom smislu ne pripadaju Zapadnoj Europi, bilo da je riječ o bivšim kolonijama zapadnoevropskih država u  Amerikama,  Africi i Oceaniji, bilo da je riječ o zemljama koje su prošle kroz proces Zapadom nadahnute modernizacije, poput Rusija  pod Petrom Velikim početkom 18. stoljeća ili Japan u doba Meiji revolucije u 19. stoljeću.
20. stoljeće je pak, donio nova značenja pojma "zapadni svijet", odnosno "Zapad", zahvaljujući razvoju novih ideologija i sukoba koje su one potakle. Na samom početku je rasistički ideolozi nastojali Zapad definirati ne kao kulturnu, nego kao etničku sferu ograničenu na potomke svim ostalim narodima "superiorne" bijele, odnosno germanske rase. Međutim svjetski ratovi se nisu mogli definirati kao sukob Zapada s ne-Zapadom. To, međutim, nije bio slučaj s hladnim ratom koji je kroz koncept Prvog ili "Slobodnog" svijeta nastojao kao temelj pripadnosti Zapadu eksplicitno odrediti zalaganje za tržišno gospodarstvo i demokraciju. 
Iako je završetkom hladnog rata, odnosno formalnim prihvaćanjem tih vrijednosti od strane postkomunističkih država takvo shvaćanje izgubilo na značenju, još uvijek se održalo u pojedinim krugovima koji nastoje održati razliku između "pobjednika" i "gubitnika" u hladnom ratu, odnosno stvoriti nove / stare definicije Zapada temeljene na starim religijskim i kulturnim kriterijima.